# Josef Jeker

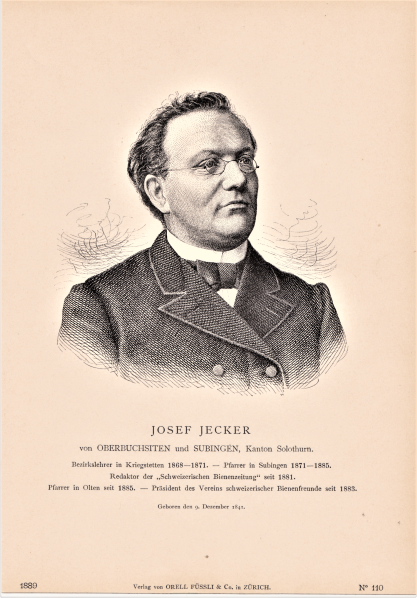
Der Schweizer «Bienenvater», Pfarrer Josef Jeker

Josef Jeker, andere Schreibung Jecker (* 9. Dezember 1841 in Olten; † 10. Oktober 1924 in Solothurn) war römisch-katholischer Stadtpfarrer in Olten sowie Schweizer Bienenforscher und Zentralpräsident des Imkerverbandes.

## Leben
Josef Jeker war heimatberechtigt in Oberbuchsiten. Er war der uneheliche Sohn von Anna Maria Jeker. Von 1854 an besuchte er das Gymnasium in Solothurn und studierte Philosophie und Theologie ebenfalls in Solothurn. Am 21. Juni 1868 wurde er zum Priester geweiht, die Primiz feierte er am 24. Juni 1868. Anschliessend wirkte er vorerst als Lehrer an der Bezirksschule in Kriegstetten. Von 1871 bis 1885 amtete er als Pfarrer in Subingen; hier erhielt er das Ehrenbürgerrecht. 1885 wechselte er in die Stadt Olten; das Amt des Stadtpfarrers übte er 27 Jahre lang aus. Den Lebensabend verbrachte er im Thüringhaus, dem Altersheim der Bürgergemeinde in Solothurn, wo er auch starb.

## Stadtpfarrer von Olten
Am 8. März 1885 wurde Josef Jeker von der römisch-katholischen Genossenschaft zum Pfarrer der Stadt Olten (Kanton Solothurn) gewählt und am 19. April 1885 installiert. Er war der Nachfolger des 1884 verstorbenen Peter Bläsi. 1902 erfolgte Jekers Wahl zum Kammerer, 1907 zum Dekan des Kapitels Buchsgau.

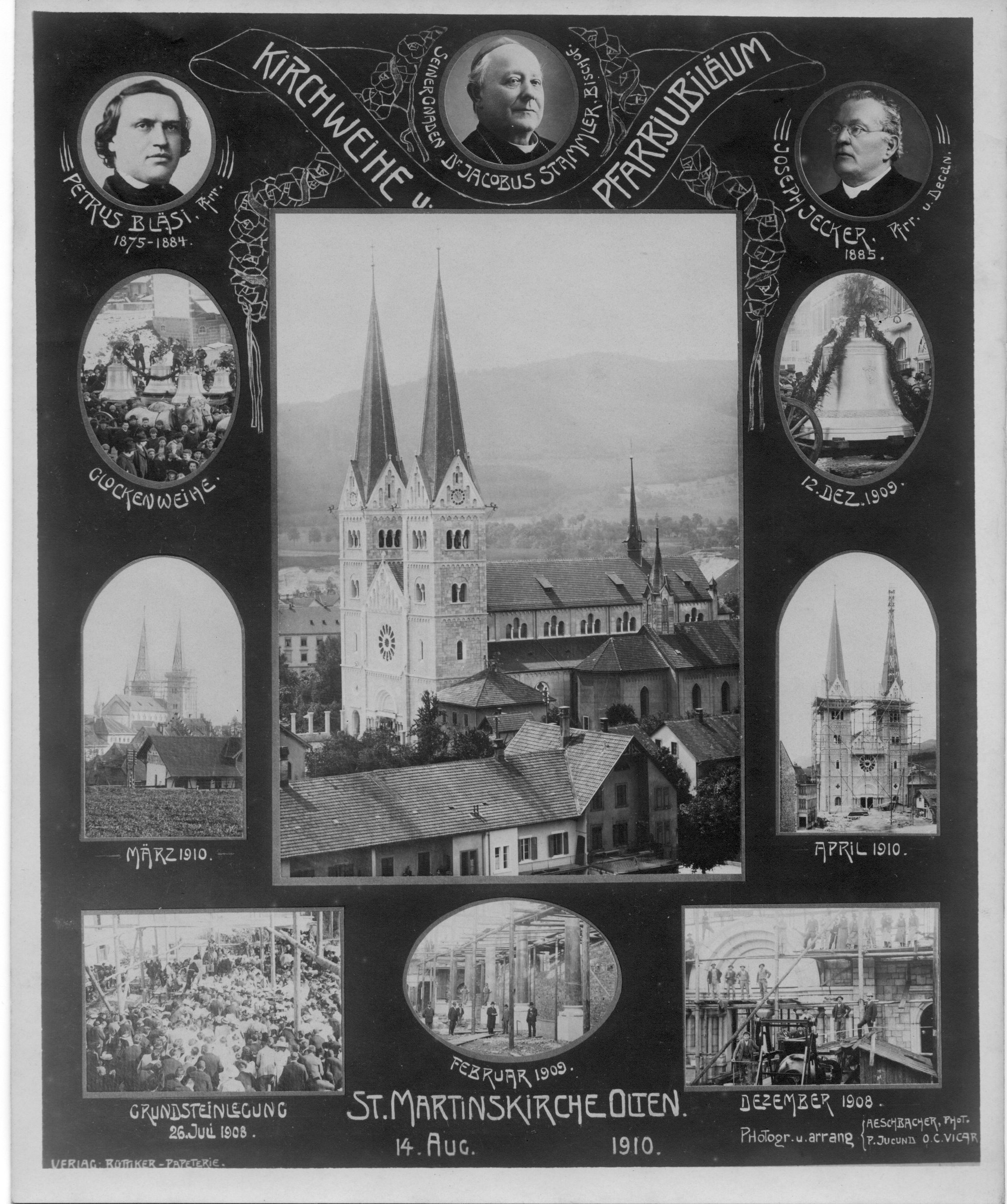
Karte zur Einweihung der römisch-katholischen Kirche St. Martin, Olten 1910: oben rechts Josef Jeker

Dank Josef Jekers Bemühungen konnte die römisch-katholische Kirchgemeinde Olten, die 1873 im Kulturkampf aufgehoben worden war, 1892 von der privatrechtlichen Genossenschaft in eine staatlich anerkannte Körperschaft überführt werden. Pfarrer Josef Jeker war auch die treibende Kraft beim Bau der St. Martinskirche. Kaum hatte die römisch-katholische Genossenschaft Olten am 2. April 1905 den Beschluss gefasst, neben der bisherigen Notkirche eine neue Kirche zu bauen, ging Josef Jeker «gleich einer emsigen Biene» daran, Beiträge und Vergabungen zu sammeln. 1908 erfolgte die Grundsteinlegung, und am Sonntag, 14. August 1910, konnte die neuromanische Basilika nach Plänen des Architekten Augustin Hardegger feierlich geweiht werden.

## Schweizer Bienenvater

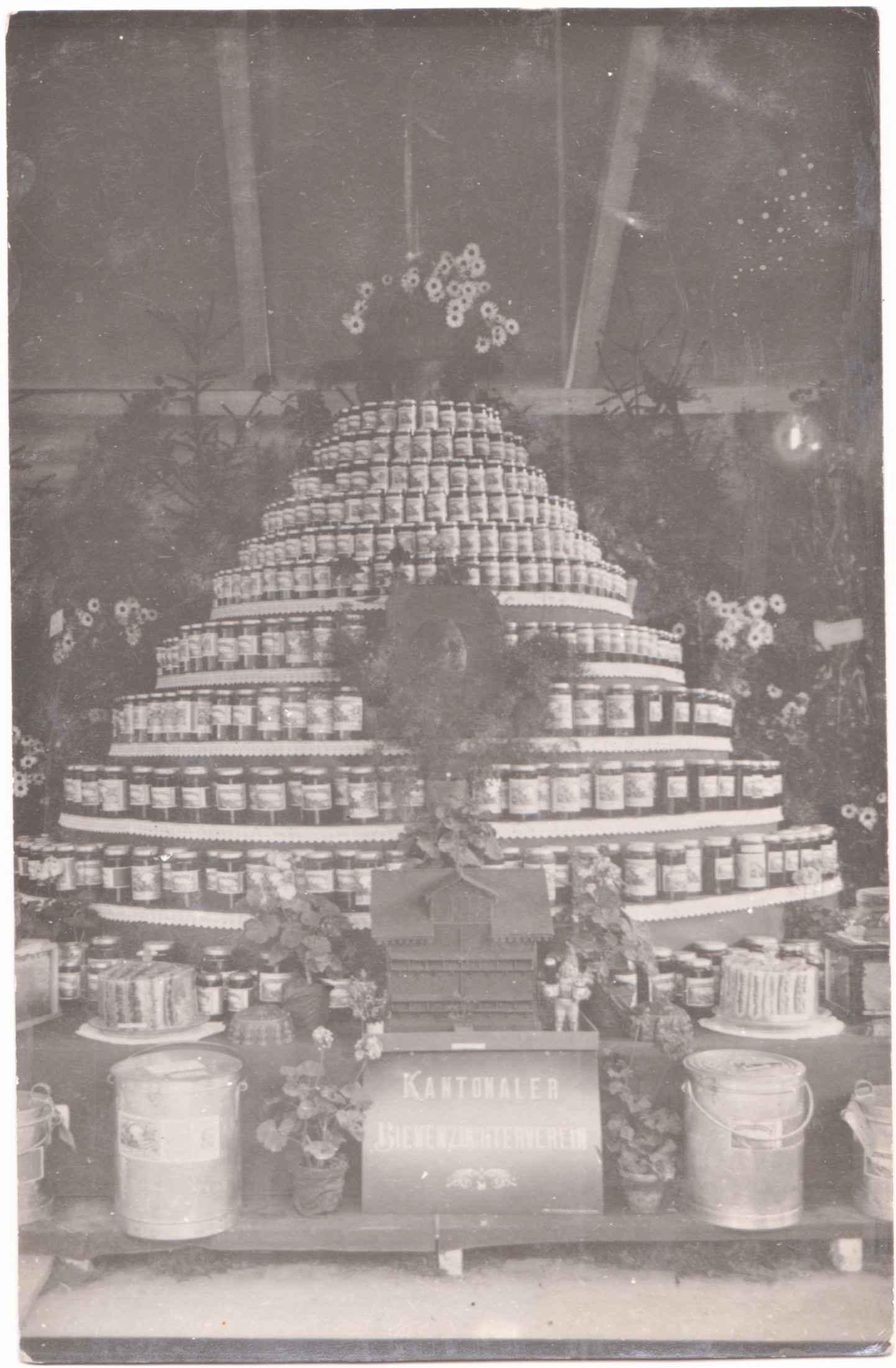
Der Stand des Kantonalen Bienenzuchtvereins an der Landwirtschaftsausstellung 1913 in Olten zeigt ein Wachsrelief mit dem Porträt Josef Jekers

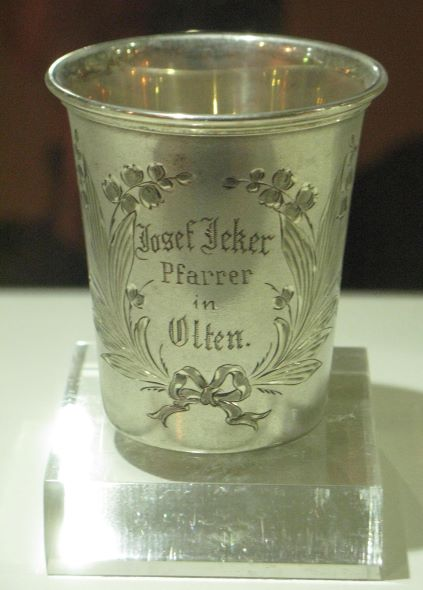
Der Bienzüchterverein Solothurn verehrte Jeker einen Becher für die Kursleitung 1893

Während seiner Zeit als Bezirkslehrer in Kriegstetten und vor allem als Pfarrer in Subingen widmete sich Josef Jeker der Imkerei. Hier begann er, diese zu erforschen und zu verbessern. Er erteilte Kurse in Bienenzucht. 1875 trat Jeker in den Verein schweizerischer Bienenfreunde (VSB) ein.
An der Wanderversammlung 1877 des VSB in Freiburg wurde er in den Vorstand des Dachverbands gewählt. Bereits im folgenden Jahr übernahm er auch die Redaktion der neugeschaffenen «Schweizerischen Bienen-Zeitung», des Organs des VSB, das wegen des blauen Umschlags auch «Die Blaue» genannt wurde. Er führte sie von 1878 bis 1893. Als der VSB seine Wanderversammlung 1882 in Solothurn abhielt, besuchten die Imker Josef Jekers von sechzig Völkern bewohnten Bienenstand in Subingen. 1884 wählten ihn die Verbandsmitglieder zum Präsidenten, und als er 1895 von diesem Amt zurücktrat, zum Ehrenpräsidenten des VSB.
Josef Jeker verbesserte um 1880 den bisher verwendeten Bienenkasten, einen Hinterbehandlungskasten mit mobilen Waben-Rähmchen, indem er die Tragleisten einführte. Zudem propagierte er grosse Waben im Brutnest und kleine Waben im Honigraum. Obwohl in den Anfangszeiten noch Bienenkörbe neben den Kästen in Gebrauch waren, setzte sich von 1900 an sein «Schweizerkasten» oder «Jeker-Kasten» allgemein durch. Unter dem Titel «Der schweizerische Bienenvater» gab Josef Jeker, gemeinsam mit Ulrich Kramer, Lehrer in Fluntern-Zürich, und Peter Theiler, von Zug, «eine praktische Anleitung zur Bienenzucht» heraus. Die erste Ausgabe (noch im Eigenverlag) erschien 1889; bis 1949 erlebte der Leitfaden unzählige Neuauflagen. «Bienenvater» ist ein anderes Wort für Imker; wohl wegen seines Lehrbuchs und für seine grossen Verdienste um die Bienenhaltung in der Schweiz erhielt Jeker den Ehrentitel «Bienenvater».